# Iago Aspas
Iago Aspas Juncal,(prononcé en galicien : [iˈaɣʊ ˈaspɐs]) né le 1er août 1987 à Moaña (Galice, Espagne), est un footballeur international espagnol qui évolue au poste d'avant-centre au RC Celta.
Il a passé la majeure partie de sa carrière au Celta de Vigo, en étant le meilleur buteur de leur histoire, et l'un des plus capés. Après avoir découvert la Liga en 2012, il signe à Liverpool l'année suivante, puis est prêté à Séville avant de retourner au Celta de Vigo en 2015.
Aspas découvre la sélection nationale en 2016, il représente l'Espagne lors de la Coupe du monde 2018.

## Carrière en club

### Celta de Vigo (2007-2013)

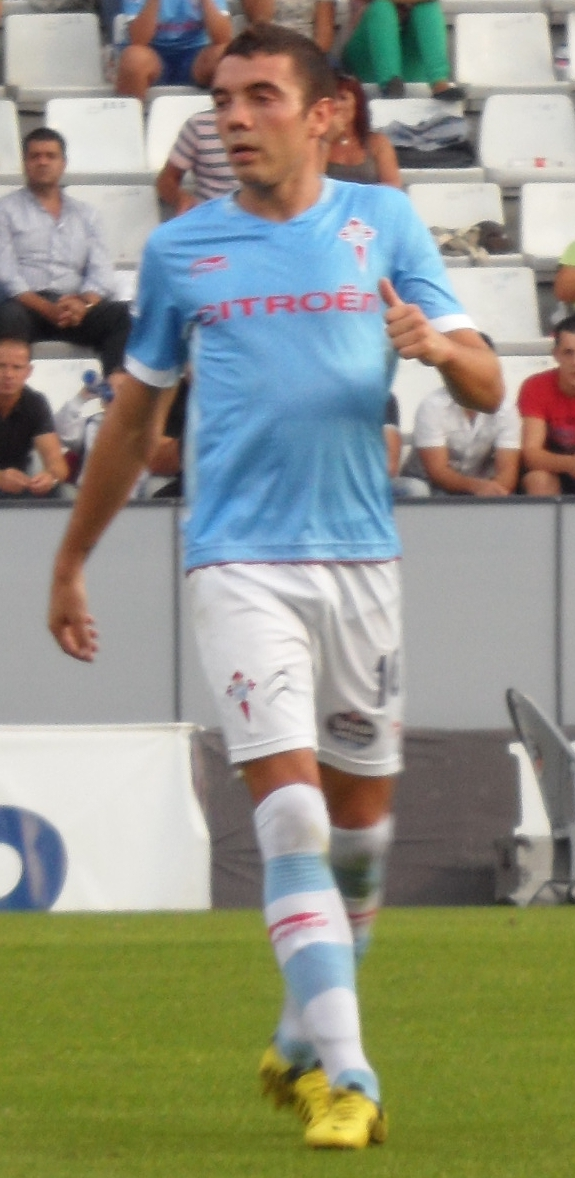
Iago Aspas durant un match entre le Celta Vigo et Getafe, le 22 septembre 2012 au stade Balaídos.

Iago Aspas est formé au Celta de Vigo et commence sa carrière avec l'équipe B en 2006. Il intègre l'équipe première lors de la saison 2007-2008, jouant un seul match. Lors de la saison 2008-2009, il ne joue que trois matches mais inscrit un doublé en fin de saison, contre Alavès, permettant à son club de se maintenir en deuxième division.
Il devient titulaire lors de la saison 2009-2010 et participe au bon parcours du Celta en Copa del Rey qui est éliminé en quarts de finale par l'Atlético Madrid.
Lors de la saison 2011-2012, il inscrit 23 buts en championnat et contribue à la montée du Celta en Liga. Aspas réalise une belle saison 2012-2013. N'ayant jamais joué auparavant en Liga, il s'acclimate rapidement et s'affirme comme un espoir du football espagnol. Il trouve le but à douze reprises et distribue sept passes décisives. À la suite de ce bel exercice, le Galicien est approché par de nombreux clubs prestigieux.

### Liverpool (2013-2014)

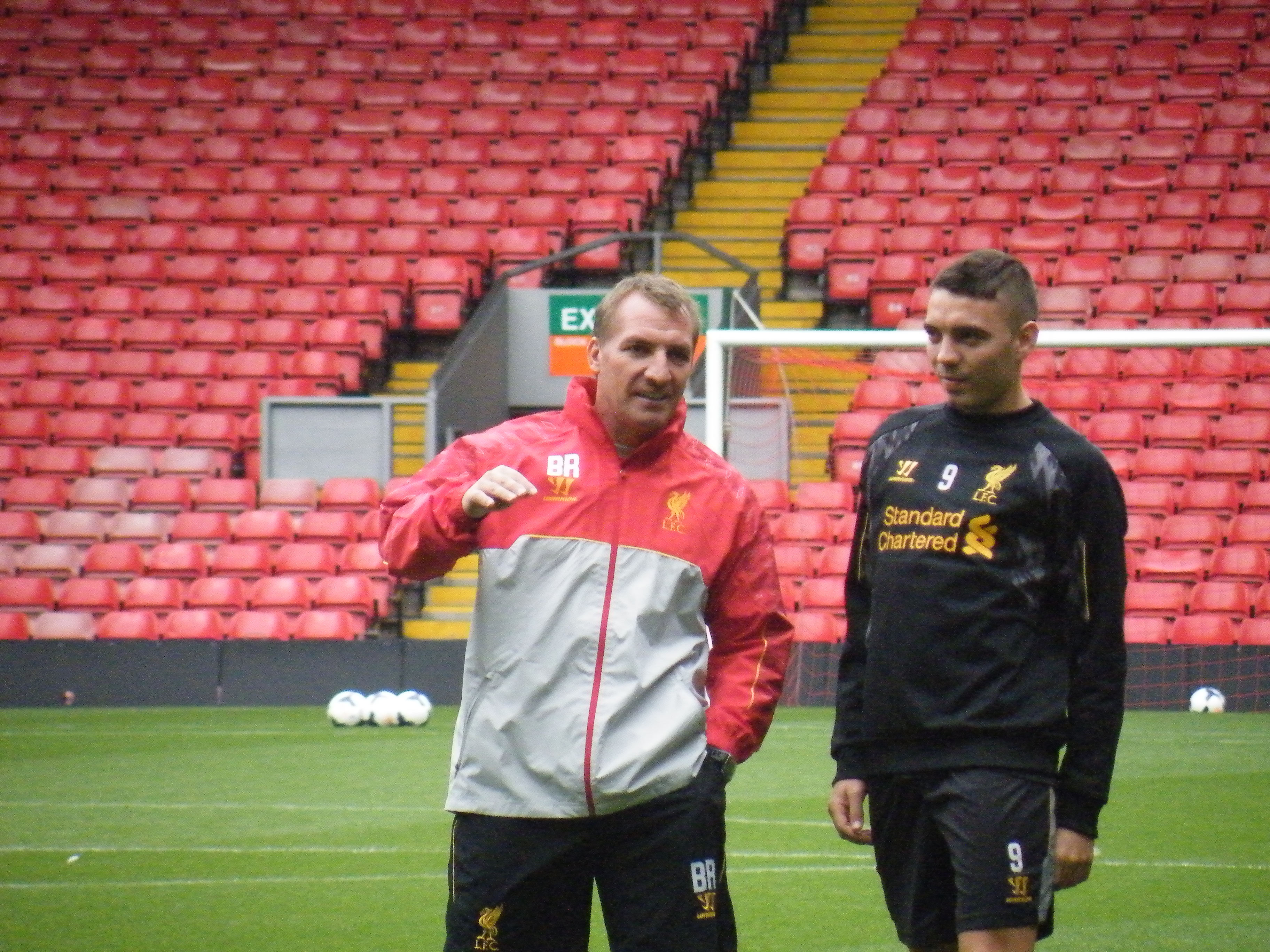
Iago Aspas recevant des instructions de l'entraîneur de Liverpool, Brendan Rodgers, en août 2013.

En juin 2013, il signe en faveur de Liverpool. L'indemnité de transfert est évaluée à 9 millions d'euros.Aspas débute bien une saison s'annonçant prometteuse. Titulaire lors de la première journée, il délivre une passe pour Daniel Sturridge, marquant le seul but de la victoire contre Stoke City. Bien qu'il bénéficie du temps de jeu, l'Espagnol ne semble pas s'adapter à la Premier League. Le retour de suspension de Luis Suárez, qui va former un duo efficace avec Sturridge, fait de l'ombre à l'attaquant. Une blessure à la cuisse en octobre l'éloigne des terrains un mois et à son retour, il ne parvient à s'imposer comme premier choix de Brendan Rodgers. Au début de l'année 2014, il marque son premier et seul but pour les Reds en FA Cup contre Oldham Athletic. Il entre en jeu lors d'une défaite décisive en avril face à Chelsea qui empêchera Liverpool de décrocher le titre malgré une belle saison. Le passage en Angleterre d'Aspas est un échec, se retrouvant barré par une grande concurrence en attaque.

### Prêt au Séville FC (2014-2015)

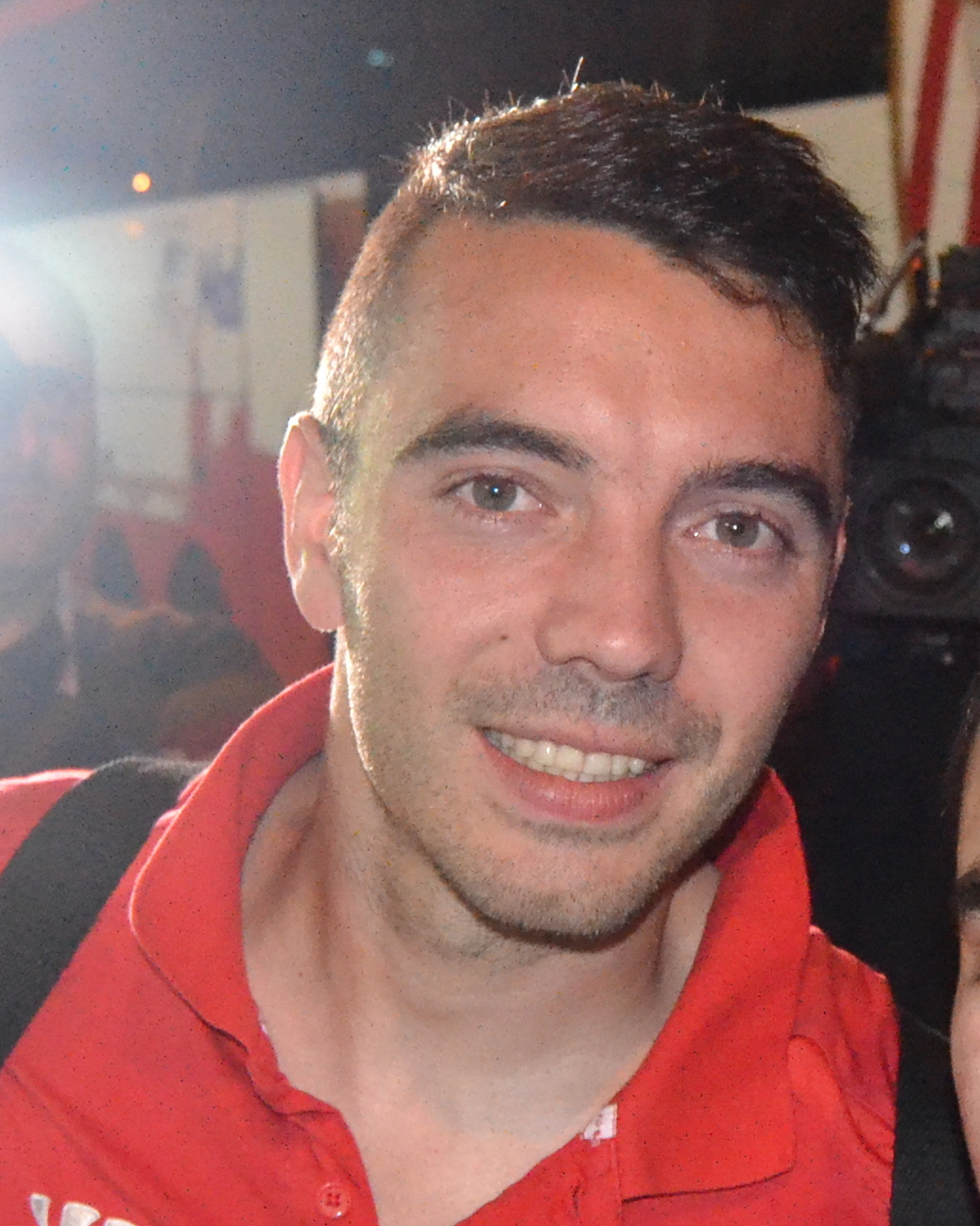
Iago Aspas en 2015.

Après une saison en demi-teinte, il est prêté au Séville FC le 22 juillet 2014. Aspas vit une nouvelle saison difficile où il n'est qu'une doublure de l'attaque andalouse, menée par Bacca et Gameiro. Il ne connait que quatre titularisations en seize matches de championnat où il marque deux buts. Néanmoins, il se distingue de belle manière en Copa del Rey. Il réalise deux triplés successifs contre l'équipe de Sabadell, une performance rare. Lors du match retour, il lui suffit de trois minutes pour inscrire son deuxième triplé. Aspas découvre l'Europe par le biais de la Ligue Europa. Malgré un but dans la compétition durant la phase de groupe contre Rijeka le 3 octobre 2014 ,il ne participe pas au beau parcours de Séville qui voit le club soulever le titre pour la deuxième année consécutive, contre le FK Dnipro sur le score de trois buts à deux.

### Retour à Vigo (depuis 2015)

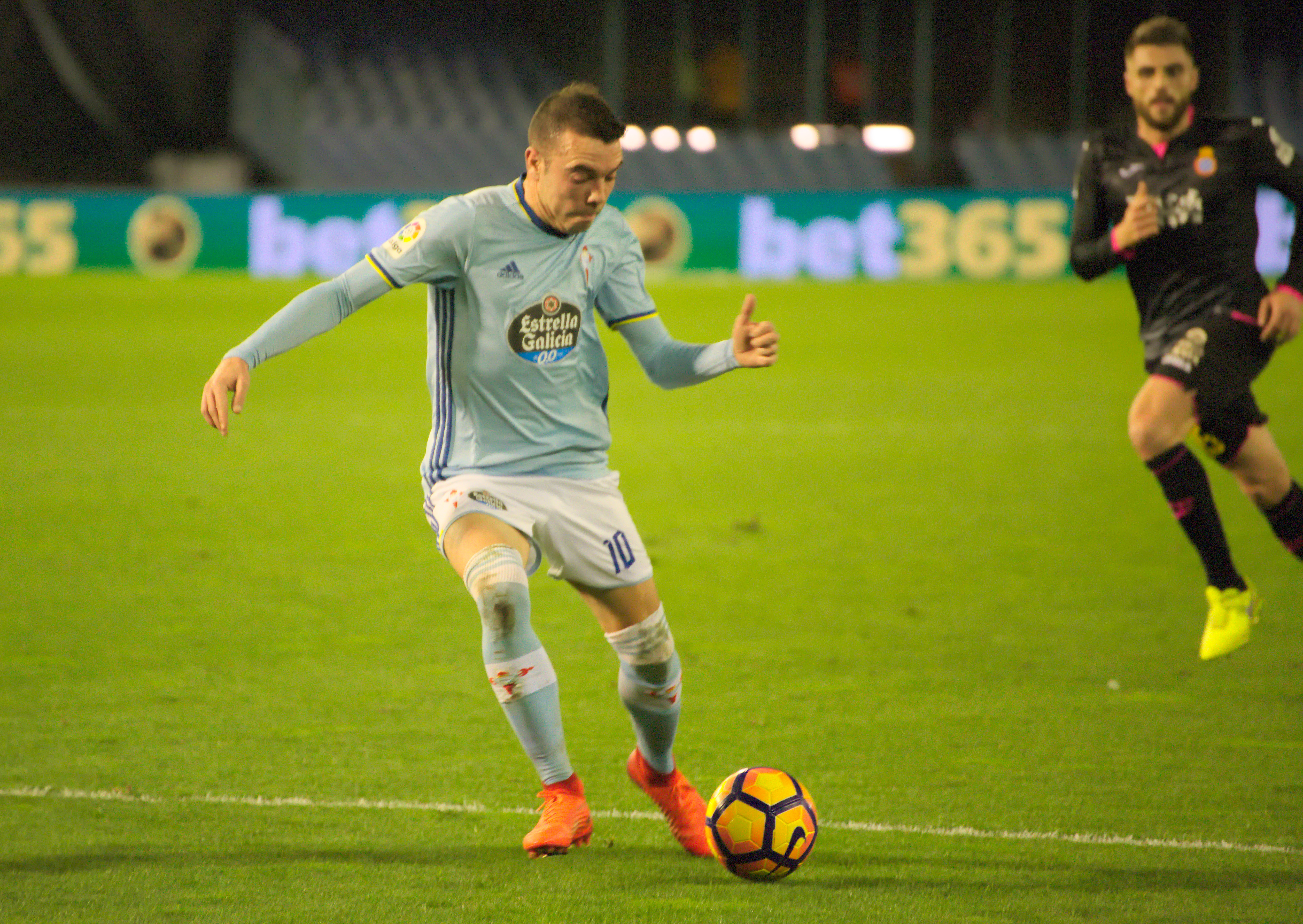
Iago Aspas en pleine action contre l'Espanyol de Barcelone le 1er mars 2017.

À l'été 2015, Aspas revient au Celta de Vigo, son club formateur. En août, il marque dès son premier match à l'ouverture du championnat et assure ainsi la victoire du Celta face à Levante. Le mois suivant, l'attaquant inscrit un doublé lors du retentissant succès des siens face au FC Barcelone, se soldant par 4-1. Fin octobre, Aspas réalise un doublé durant une victoire contre la Real Sociedad permettant à chaque fois de revenir au score. Il entame décembre par un nouveau doublé, son troisième depuis le début de la saison, face à Almería en Copa del Rey. Son regain de forme est salué par la presse, après avoir passé deux saisons difficiles.
Lors du match comptant pour la 28e journée de la Liga face au Real Madrid le 5 mars 2016, le Celta Vigo subit une très large défaite (7-1), Iago Aspas est le seul buteur galicien du match.
Lors de la saison 2016-2017, Aspas est nommé « joueur du mois d'octobre de Liga » au cours duquel il marque deux doublés.
En avril 2019, il renouvelle son contrat avec le Celta Vigo jusqu'en 2023.
Le 24 juin 2020, Aspas inscrit sur penalty le but de la victoire 1-0 contre la Real Sociedad permettant au Celta de prendre ses distances avec la zone de relégation. Cette réalisation est la centième en deux-cent-huit matchs de Liga pour l'attaquant qui rejoint ainsi le cercle restreint des joueurs à avoir atteint les cent buts en première division espagnole,.
Le 25 juillet 2022, il prolonge son contrat jusqu'en 2025.
Le 25 décembre 2024, il signe à nouveau une prolongation jusqu'en juin 2026.

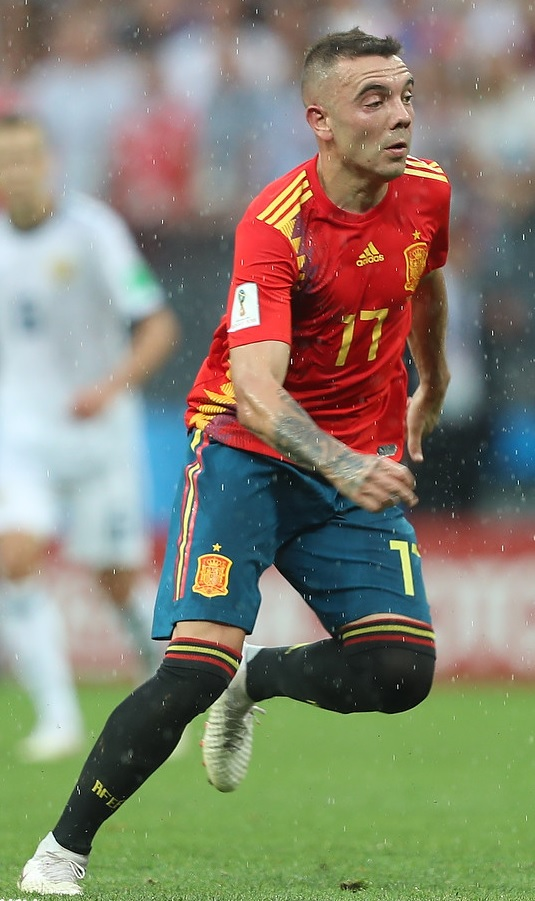
Iago Aspas en train de jouer le match de la Coupe du monde de football 2018 opposant l'Espagne à la Russie, en huitièmes de finale.

## Carrière en sélection nationale

### Espagne

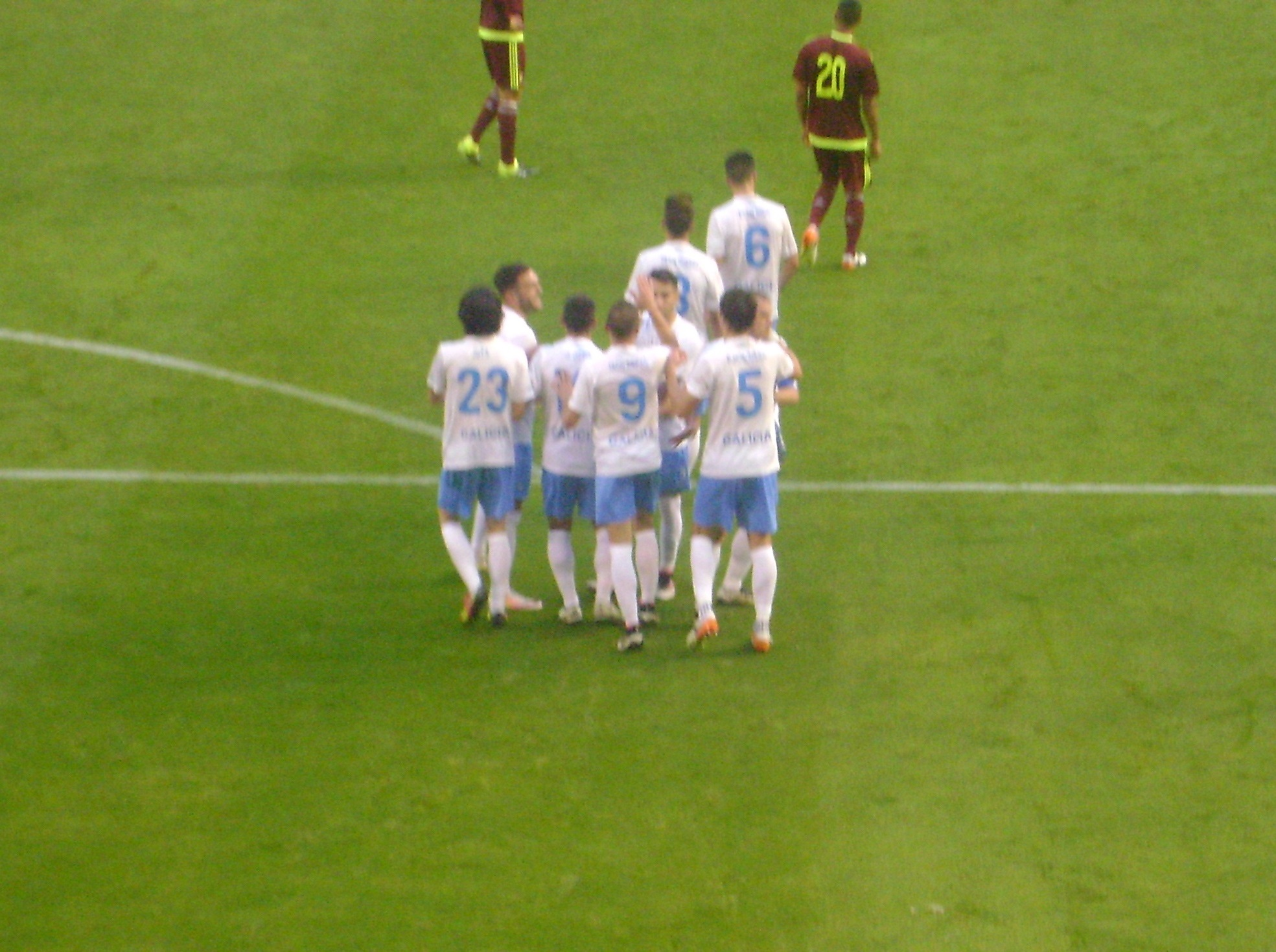
Célébration de l'équipe de Galice sur le but de Iago Aspas (portant le numéro 9) contre le Venezuela le 20 mai 2016.

Lors de la saison 2016-2017, de par ses performances et pour pallier l'absence de Diego Costa, le sélectionneur Julen Lopetegui fait débuter le Galicien en équipe d'Espagne le 15 novembre 2016 lors d'un match amical à Wembley face à l'Angleterre où après avoir remplacé Juan Mata  il marque son premier but en sélection.
En mai 2018, Iago Aspas est appelé par Julen Lopetegui pour la Coupe du monde 2018. Lors du troisième match contre le Maroc, Iago Aspas égalise à la dernière minute d'une talonnade. Le match se finit sur le score de 2-2. Lors du huitième de finale contre la Russie, il est le deuxième joueur espagnol après Koké à rater son tir au but, permettant à la Russie de se qualifier pour les quarts de finale.
.

Cependant, après une sélection contre les îles Féroé le 7 juin 2019, il n'est plus sélectionné en équipe nationale espagnole, il rate l'Euro 2020 et la Coupe du monde 2022. En mars 2023, où Luis Enrique l'appelle en sélection. Il joue deux matchs des Éliminatoires du Championnat d'Europe de football 2024 avec l'Espagne où il n'inscrit aucun but ni aucune passe décisive. Il n'est pas appelé pour la phase finale de la Ligue des nations 2022-2023.

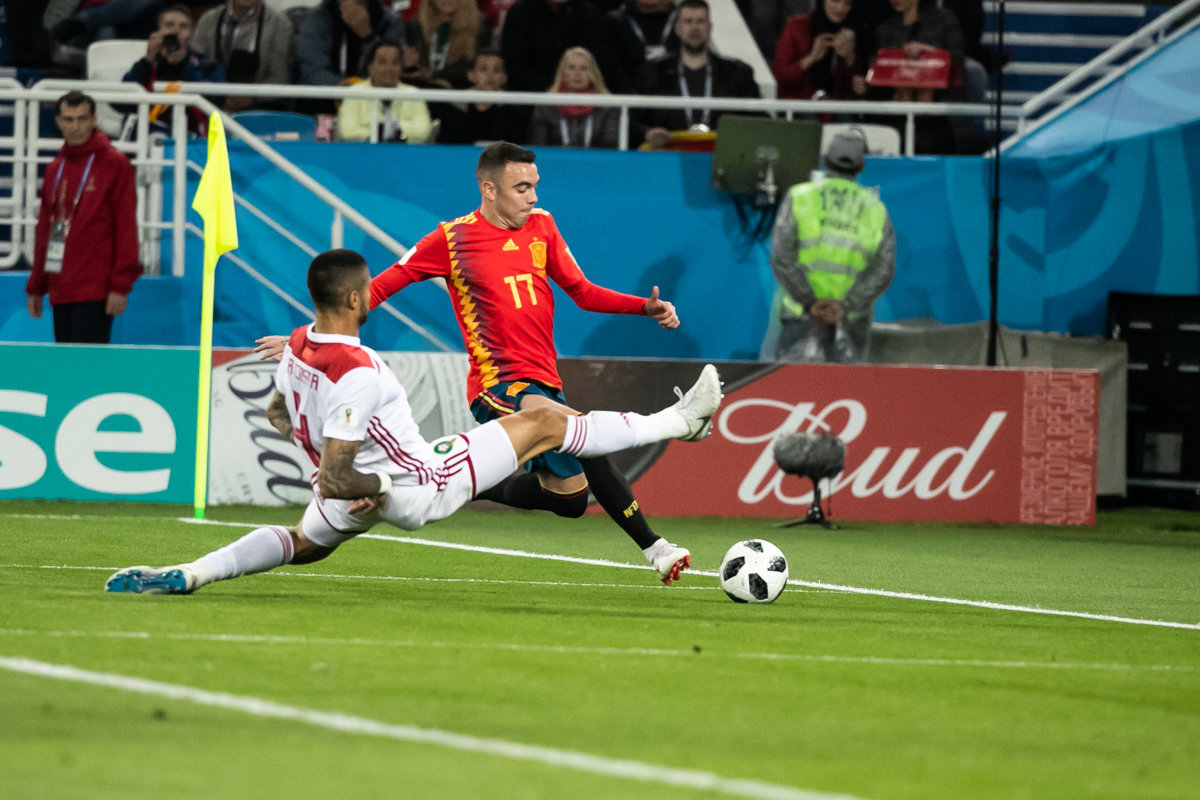
Iago Aspas lors du match contre le Maroc pour la Coupe du monde 2018, le 25 juin 2018.

### Galice
Il a représenté sa région dans un match amical contre le Venezuela le 20 mai 2016. Ce match se termine sur le score de 1-1, il marque le but de la Galice.

## Vie privée
Le frère aîné d'Iago Aspas, Jonathan, était également un footballeur. Son frère est aussi passé par le centre de formation du Celta Vigo,.Leur cousin, Aitor, a représenté de plus petites équipes de Galice.Il porte le numéro 10 au Celta Vigo.
Aspas a épousé Jennifer Rueda en juin 2019, ensemble ils ont trois enfants,.

## Palmarès
- Celta de Vigo
  - Vice-champion de Liga Adelante en 2012

- Liverpool FC
  - Vice-champion de Premier League en 2014

- Séville FC
  - Finaliste de la Supercoupe UEFA en 2014
  - Vainqueur de la Ligue Europa en 2015

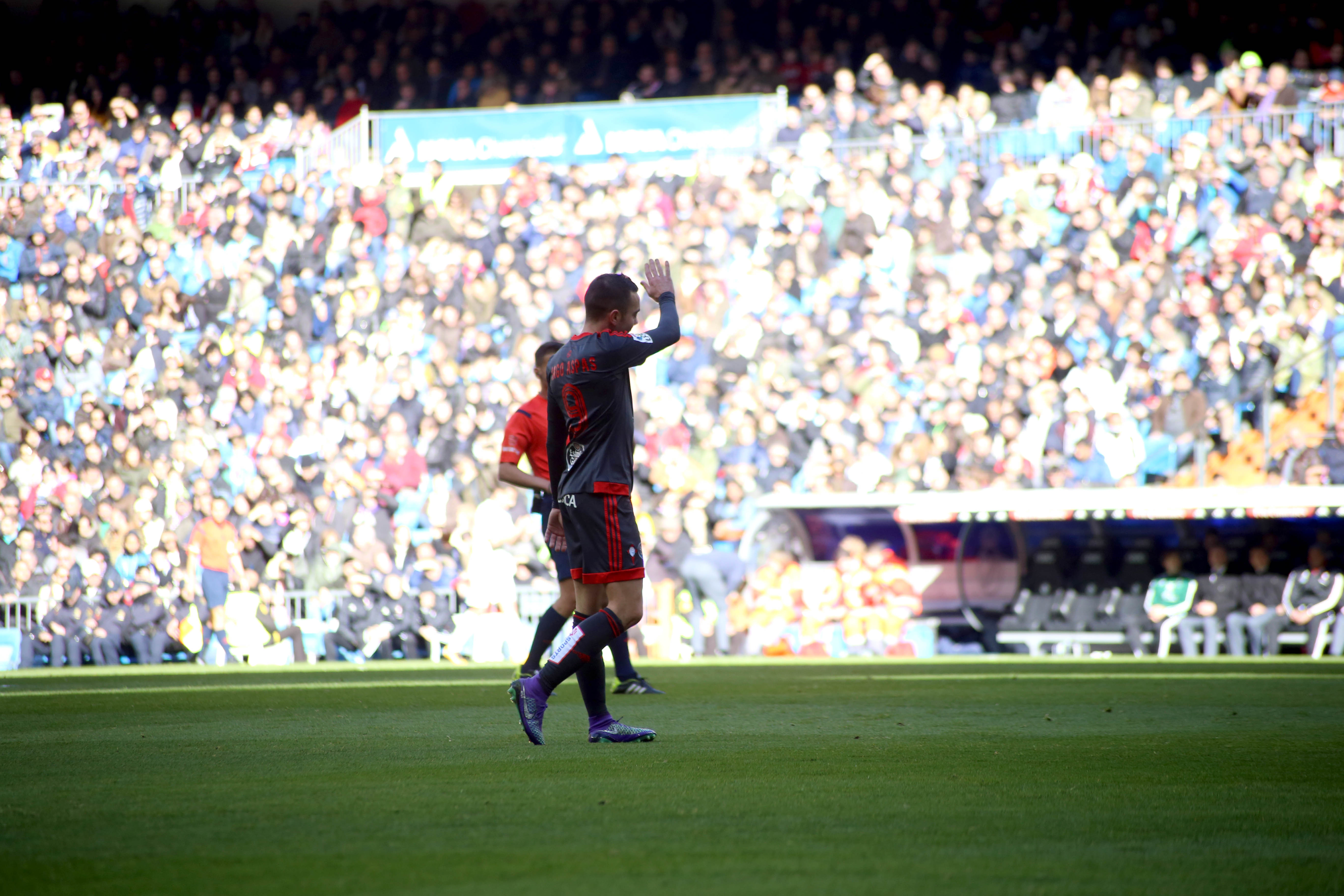
Iago Aspas jouant pour le Celta Vigo contre le Real Madrid au Stade Santiago-Bernabéu le 5 mars 2016 (défaite 7-1).

### Distinctions individuelles et records
- Trophée Zarra du meilleur buteur espagnol du championnat d'Espagne en 2017 (19 buts)[29].
- Trophée Zarra du meilleur buteur espagnol du championnat d'Espagne en 2018 (22 buts)[30].
- Trophée Zarra du meilleur buteur espagnol du championnat d'Espagne en 2019 (20 buts)[31].
- Trophée Zarra du meilleur buteur espagnol du championnat d'Espagne en 2022 (17 buts)[32].
- Trophée Zarra du meilleur buteur espagnol du championnat d'Espagne D2 en 2012 (23 buts)[33].
- Joueur du mois en Liga en Octobre 2016[34]
- Joueur du mois en Liga en Novembre 2017[35]
- Joueur du mois en Liga en Avril 2019[36]
- Joueur du mois en Liga en Décembre 2020[37].
- Meilleur passeur du championnat d’Espagne en 2021 (13 passes décisives).
- Meilleur buteur de l'histoire du Celta Vigo (196 buts).
- 24e meilleur buteur de l'histoire de la Liga (147 buts).
- 2e joueur le plus capé de l'histoire du Celta Vigo (457 matchs).

## Statistiques

### Statistiques détaillées
| Saison                | Club                  | Championnat           | Championnat | Championnat | Championnat | Coupe(s) nationale(s) | Coupe(s) nationale(s) | Coupe(s) nationale(s) | Compétition(s) continentale(s) | Compétition(s) continentale(s) | Compétition(s) continentale(s) | Compétition(s) continentale(s) | Barrages | Barrages | Barrages | Supercoupe UEFA | Supercoupe UEFA | Supercoupe UEFA | Espagne | Espagne | Espagne | Total | Total | Total |
| Saison                | Club                  | Division              | M.          | B.          | P.d.        | M.                    | B.                    | P.d.                  | Comp.                          | M.                             | B.                             | P.d.                           | M.       | B.       | P.d.     | M.              | B.              | P.d.            | M.      | B.      | P.d.    | M.    | B.    | P.d.  |
| 2006-2007             | Celta de Vigo B       | Segunda División B    | 21          | 1           | -           | -                     | -                     | -                     | -                              | -                              | -                              | -                              | -        | -        | -        | -               | -               | -               | -       | -       | -       | 21    | 1     | 0     |
| 2007-2008             | Celta de Vigo B       | Segunda División B    | 32          | 4           | -           | -                     | -                     | -                     | -                              | -                              | -                              | -                              | -        | -        | -        | -               | -               | -               | -       | -       | -       | 32    | 4     | 0     |
| 2008-2009             | Celta de Vigo B       | Segunda División B    | 31          | 6           | -           | -                     | -                     | -                     | -                              | -                              | -                              | -                              | -        | -        | -        | -               | -               | -               | -       | -       | -       | 31    | 6     | 0     |
| Sous-total            | Sous-total            | Sous-total            | 84          | 11          | -           | -                     | -                     | -                     | -                              | -                              | -                              | -                              | -        | -        | -        | -               | -               | -               | -       | -       | -       | 84    | 11    | 0     |
| 2007-2008             | Celta de Vigo         | Liga Adelante         | 1           | 0           | 0           | -                     | -                     | -                     | -                              | -                              | -                              | -                              | -        | -        | -        | -               | -               | -               | -       | -       | -       | 1     | 0     | 0     |
| 2008-2009             | Celta de Vigo         | Liga Adelante         | 3           | 2           | 0           | -                     | -                     | -                     | -                              | -                              | -                              | -                              | -        | -        | -        | -               | -               | -               | -       | -       | -       | 3     | 2     | 0     |
| 2009-2010             | Celta de Vigo         | Liga Adelante         | 36          | 5           | 2           | 7                     | 1                     | 2                     | -                              | -                              | -                              | -                              | -        | -        | -        | -               | -               | -               | -       | -       | -       | 43    | 6     | 4     |
| 2010-2011             | Celta de Vigo         | Liga Adelante         | 28          | 4           | 4           | 1                     | 1                     | 0                     | -                              | -                              | -                              | -                              | 2        | 0        | 0        | -               | -               | -               | -       | -       | -       | 31    | 5     | 4     |
| 2011-2012             | Celta de Vigo         | Liga Adelante         | 35          | 23          | 7           | 3                     | 2                     | 1                     | -                              | -                              | -                              | -                              | -        | -        | -        | -               | -               | -               | -       | -       | -       | 38    | 25    | 8     |
| 2012-2013             | Celta de Vigo         | Liga                  | 34          | 12          | 7           | 3                     | 0                     | 0                     | -                              | -                              | -                              | -                              | -        | -        | -        | -               | -               | -               | -       | -       | -       | 37    | 12    | 7     |
| Sous-total            | Sous-total            | Sous-total            | 137         | 46          | 20          | 14                    | 4                     | 3                     | -                              | 0                              | 0                              | 0                              | 2        | 0        | 0        | -               | -               | -               | -       | -       | -       | 153   | 50    | 23    |
| 2013-2014             | Liverpool FC          | Premier League        | 14          | 0           | 1           | 1                     | 1                     | 0                     | -                              | -                              | -                              | -                              | -        | -        | -        | -               | -               | -               | -       | -       | -       | 15    | 1     | 1     |
| Sous-total            | Sous-total            | Sous-total            | 14          | 0           | 1           | 1                     | 1                     | 0                     | -                              | -                              | -                              | -                              | -        | -        | -        | -               | -               | -               | -       | -       | -       | 15    | 1     | 1     |
| 2014-2015             | Séville FC (prêt)     | Liga                  | 16          | 2           | 1           | 5                     | 7                     | 2                     | C3                             | 3                              | 1                              | 0                              | -        | -        | -        | 1               | 0               | 0               | -       | -       | -       | 25    | 10    | 3     |
| Sous-total            | Sous-total            | Sous-total            | 16          | 2           | 1           | 5                     | 7                     | 2                     | -                              | 3                              | 1                              | 0                              | -        | -        | -        | 1               | 0               | 0               | -       | -       | -       | 25    | 10    | 3     |
| 2015-2016             | Celta de Vigo         | Liga                  | 35          | 14          | 4           | 5                     | 4                     | 0                     | -                              | -                              | -                              | -                              | -        | -        | -        | -               | -               | -               | -       | -       | -       | 40    | 18    | 4     |
| 2016-2017             | Celta de Vigo         | Liga                  | 32          | 19          | 3           | 5                     | 2                     | 1                     | C3                             | 12                             | 5                              | 2                              | -        | -        | -        | -               | -               | -               | 4       | 1       | 1       | 53    | 27    | 7     |
| 2017-2018             | Celta de Vigo         | Liga                  | 34          | 22          | 5           | 3                     | 1                     | 0                     | -                              | -                              | -                              | -                              | -        | -        | -        | -               | -               | -               | 9       | 5       | 4       | 46    | 28    | 9     |
| 2018-2019             | Celta de Vigo         | Liga                  | 27          | 20          | 6           | 2                     | 1                     | 0                     | -                              | -                              | -                              | -                              | -        | -        | -        | -               | -               | -               | 5       | 0       | 1       | 34    | 21    | 7     |
| 2019-2020             | Celta de Vigo         | Liga                  | 37          | 14          | 3           | 1                     | 0                     | 0                     | -                              | -                              | -                              | -                              | -        | -        | -        | -               | -               | -               | -       | -       | -       | 38    | 14    | 3     |
| 2020-2021             | Celta de Vigo         | Liga                  | 33          | 14          | 13          | 1                     | 0                     | 2                     | -                              | -                              | -                              | -                              | -        | -        | -        | -               | -               | -               | -       | -       | -       | 34    | 14    | 15    |
| 2021-2022             | Celta de Vigo         | Liga                  | 37          | 18          | 6           | 1                     | 0                     | 0                     | -                              | -                              | -                              | -                              | -        | -        | -        | -               | -               | -               | -       | -       | -       | 38    | 18    | 6     |
| 2022-2023             | Celta de Vigo         | Liga                  | 37          | 12          | 3           | 2                     | 0                     | 0                     | -                              | -                              | -                              | -                              | -        | -        | -        | -               | -               | -               | 2       | 0       | 0       | 41    | 12    | 3     |
| 2023-2024             | Celta de Vigo         | Liga                  | 35          | 9           | 10          | 1                     | 0                     | 0                     | -                              | -                              | -                              | -                              | -        | -        | -        | -               | -               | -               | -       | -       | -       | 36    | 9     | 10    |
| 2024-2025             | Celta de Vigo         | Liga                  | 28          | 9           | 4           | 1                     | 0                     | 0                     | -                              | -                              | -                              | -                              | -        | -        | -        | -               | -               | -               | -       | -       | -       | 29    | 9     | 4     |
| Sous-total            | Sous-total            | Sous-total            | 328         | 148         | 51          | 22                    | 8                     | 3                     | -                              | 12                             | 5                              | 2                              | -        | -        | -        | -               | -               | -               | 20      | 6       | 6       | 382   | 167   | 62    |
| Total sur la carrière | Total sur la carrière | Total sur la carrière | 579         | 205         | 73          | 42                    | 20                    | 8                     | -                              | 15                             | 6                              | 2                              | 2        | 0        | 0        | 1               | 0               | 0               | 20      | 6       | 6       | 659   | 237   | 89    |

### Liste des matchs internationaux
| Matchs internationaux de Iago Aspas | Matchs internationaux de Iago Aspas | Matchs internationaux de Iago Aspas        | Matchs internationaux de Iago Aspas | Matchs internationaux de Iago Aspas | Matchs internationaux de Iago Aspas     | Matchs internationaux de Iago Aspas                                                                         |
|                                     | Date                                | Lieu                                       | Adversaire                          | Résultat                            | Compétition                             | Notes |
| ----------------------------------- | ----------------------------------- | ------------------------------------------ | ----------------------------------- | ----------------------------------- | --------------------------------------- | --- |
| 1                                   | 15 novembre 2016                    | Wembley Stadium, Londres, Angleterre       | Angleterre                          | 2 - 2                               | Match amical                            | Entre en jeu à la 46e minute à la place de Juan Mata. Marque un but. Écope un carton jaune à la 65e minute. |
| 2                                   | 24 mars 2017                        | Stade El Molinón,Gijón,Espagne             | Israël                              | 4 - 1                               | Éliminatoires de la Coupe du monde 2018 | Entre en jeu à la 83e minute à la place de Vitolo. Délivre une passe décisive.                              |
| 3                                   | 28 mars 2017                        | Stade de France,Saint-Denis,France         | France                              | 0 - 2                               | Match amical                            | Entre en jeu à la 84e minute à la place d'Álvaro Morata.                                                    |
| 4                                   | 7 juin 2017                         | Stade de la Nueva Condomina,Murcie,Espagne | Colombie                            | 2 - 2                               | Match amical                            | Titulaire et remplacé par Álvaro Morata à la 56e minute.                                                    |
| 5                                   | 5 septembre 2017                    | Rheinpark Stadion,Vaduz,Liechtenstein      | Liechtenstein                       | 0 - 8                               | Éliminatoires de la Coupe du monde 2018 | Entre en jeu à la 46e minute à la place de David Silva. Marque deux buts et délivre une passe décisive.     |
| 6                                   | 9 octobre 2017                      | Stade Teddy Kollek,Jérusalem, Israël       | Israël                              | 0 - 1                               | Éliminatoires de la Coupe du monde 2018 | Entre en jeu à la 46e minute à la place de Sergio Ramos.                                                    |
| 7                                   | 11 octobre 2017                     | Stade de La Rosaleda,Malaga,Espagne        | Costa-Rica                          | 5 - 0                               | Match amical                            | Entre en jeu à la 46e minute à la place d' Álvaro Morata.                                                   |
| 8                                   | 27 mars 2018                        | Cívitas Metropolitano,Madrid,Espagne       | Argentine                           | 6 - 1                               | Match amical                            | Entre en jeu à la 46e minute à la place de Diego Costa. Marque un but et délivre trois passes décisives.    |
| 9                                   | 3 juin 2018                         | Stade de la Cerámica,Vila-real,Espagne     | Suisse                              | 1 - 1                               | Match amical                            | Titulaire et remplacé par Lucas Vázquez à la 46e minute.                                                    |
| 10                                  | 9 juin 2018                         | Wembley Stadium, Londres, Angleterre       | Tunisie                             | 0 - 1                               | Match amical                            | Entre en jeu à la 76e minute à la place de Jordi Alba. Marque un but.                                       |
| 11                                  | 15 juin 2018                        | Stade olympique Ficht,Alder,Russie         | Portugal                            | 3 - 3                               | Coupe du monde 2018                     | Entre en jeu à la 77e minute la place de Diego Costa.                                                       |
| 12                                  | 25 juin 2017                        | Arena Baltika,Kaliningrad, Russie          | Maroc                               | 2 - 2                               | Coupe du monde 2018                     | Entre en jeu à la 74e minute la place de Diego Costa. Marque un but.                                        |
| 13                                  | 1er juillet 2018                    | Stade Loujniki,Moscou,Russie               | Russie                              | 1 - 1 4-5 t.a.b                     | Coupe du monde 2018                     | Entre en jeu à la 80e minute la place de Diego Costa. Rate son tir au but.                                  |
| 14                                  | 8 septembre 2018                    | Wembley Stadium, Londres, Angleterre       | Angleterre                          | 1 - 2                               | Ligue des nations 2018-2019             | Titulaire et remplacé par Marco Asensio à la 68e minute.                                                    |
| 15                                  | 11 octobre 2018                     | Millennium Stadium,Cardiff,Pays de Galles  | Pays de Galles                      | 1 - 4                               | Match amical                            | Entre en jeu à la 73e minute à la place de Paco Alcácer.                                                    |
| 16                                  | 15 octobre 2018                     | Stade Benito Villamarín,Séville,Espagne    | Angleterre                          | 3 - 2                               | Ligue des nations 2018-2019             | Titulaire et remplacé par Dani Ceballos à la 57e minute.                                                    |
| 17                                  | 15 novembre 2018                    | Stade Maksimir,Zagreb,Croatie              | Croatie                             | 2 - 3                               | Ligue des nations 2018-2019             | Titulaire et remplacé par Álvaro Morata à la 64e minute.                                                    |
| 18                                  | 7 juin 2019                         | Tórsvøllur,Tórshavn,Îles Féroé             | Îles Féroé                          | 1 - 4                               | Éliminatoires de l'Euro 2020            | Titulaire et remplacé par Marco Asensio à la 56e minute. Délivre une passe décisive.                        |
| 19                                  | 25 mars 2023                        | Stade de La Rosaleda,Malaga,Espagne        | Norvège                             | 3 - 0                               | Éliminatoires de l'Euro 2024            | Titulaire et remplacé par Dani Ceballos à la 58e minute.                                                    |
| 20                                  | 28 mars 2023                        | Hampden Park,Glasgow,Écosse                | Écosse                              | 2 - 0                               | Éliminatoires de l'Euro 2024            | Entre en jeu à la 57e minute à la place de Mikel Merino. Écope un carton jaune à la 83eminute.              |

### Buts internationaux
| Buts internationaux de Iago Aspas | Buts internationaux de Iago Aspas | Buts internationaux de Iago Aspas     | Buts internationaux de Iago Aspas | Buts internationaux de Iago Aspas | Buts internationaux de Iago Aspas | Buts internationaux de Iago Aspas       | Buts internationaux de Iago Aspas |
| 0                                 | Date                              | Lieu                                  | Adversaire                        | Score                             | Résultats                         | Compétitions                            | Sélection                         |
| --------------------------------- | --------------------------------- | ------------------------------------- | --------------------------------- | --------------------------------- | --------------------------------- | --------------------------------------- | --------------------------------- |
| 1                                 | 15 novembre 2016                  | Wembley stadium, Londres, Angleterre  | Angleterre                        | 2-1                               | 2-2                               | Match amical                            | 1re                               |
| 2                                 | 5 septembre 2017                  | Rheinpark, Vaduz, Liechtenstein       | Liechtenstein                     | 0-5                               | 0-8                               | Éliminatoires de la Coupe du monde 2018 | 5e                                |
| 3                                 | 5 septembre 2017                  | Rheinpark, Vaduz, Liechtenstein       | Liechtenstein                     | 0-7                               | 0-8                               | Éliminatoires de la Coupe du monde 2018 | 5e                                |
| 4                                 | 27 mars 2018                      | Wanda Metropolitano, Madrid, Espagne  | Argentine                         | 5-1                               | 6-1                               | Match amical                            | 8e                                |
| 5                                 | 9 juin 2018                       | Stade FK Krasnodar, Krasnodar, Russie | Tunisie                           | 1-0                               | 1-0                               | Match amical                            | 10e                               |
| 6                                 | 25 juin 2018                      | Baltika Arena, Kaliningrad, Russie    | Maroc                             | 2-2                               | 2-2                               | Coupe du monde 2018                     | 12e                               |